# Étienne-François de Choiseul

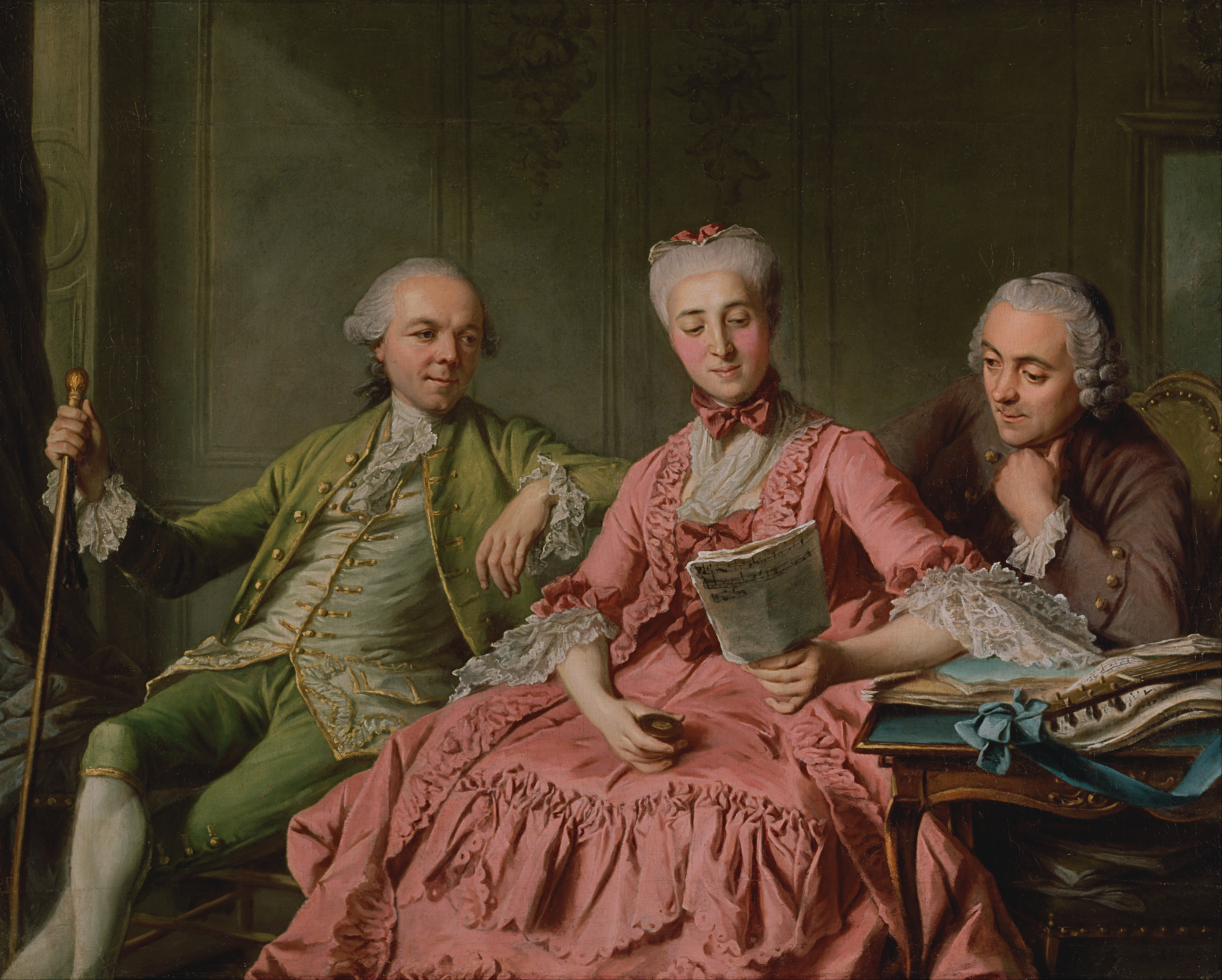
Étienne-François de Choiseul, Madame de Brionne i Abbé Barthélemy

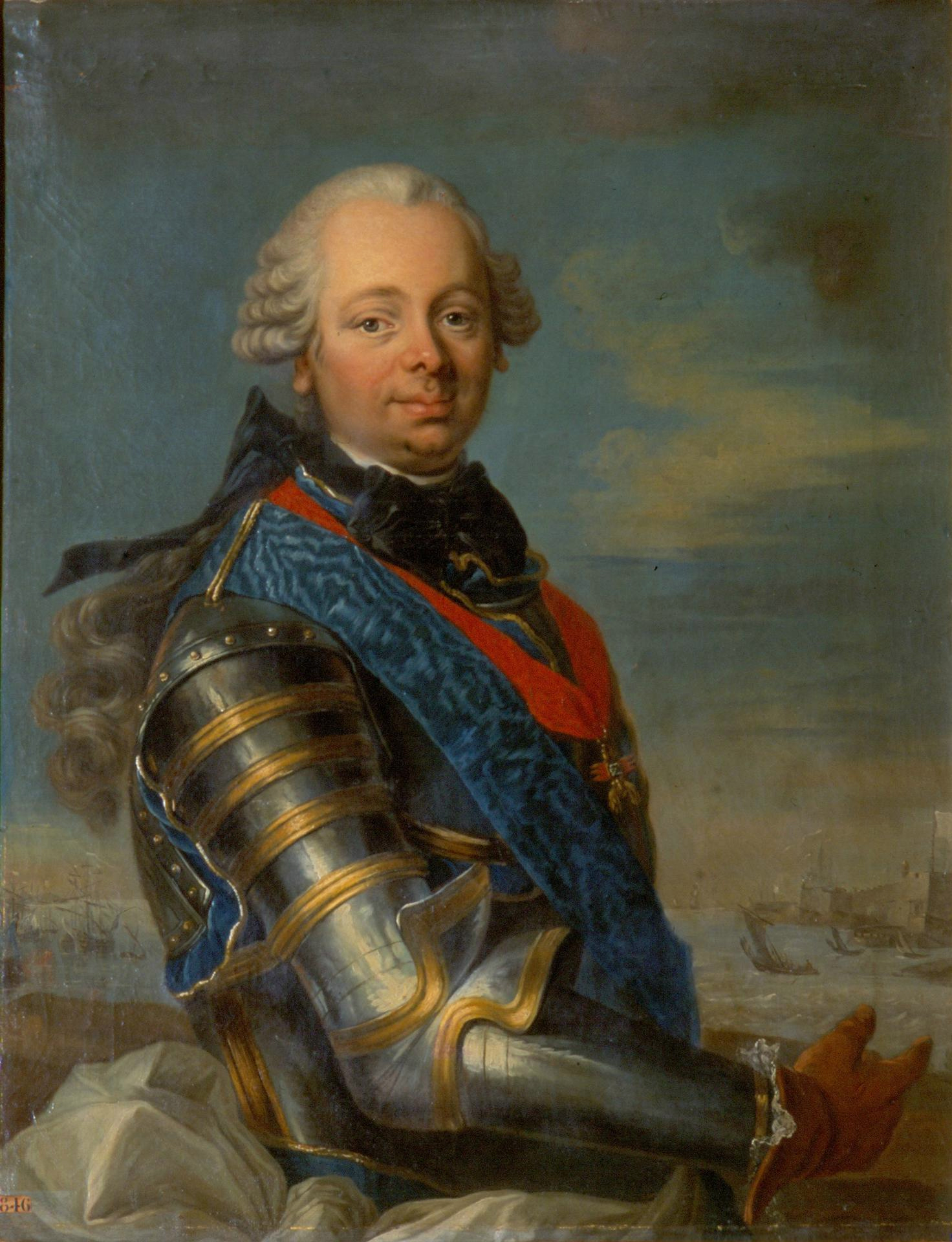
Étienne-François de Choiseul

Étienne-François, książę de Choiseul, markiz de Stainville (ur. 28 czerwca 1719 w Nancy, zm. 8 maja 1785 w Paryżu) – francuski dyplomata.

## Życiorys
Wstąpił do armii francuskiej i wziął udział w wojnie o sukcesję austriacką 1740–1748, w toku której został generałem-lejtnantem. Zyskał na dworze królewskim względy Madame Pompadour, która popierała jego karierę.
Został zarządcą kraju Wogezów, w 1753 mianowany ambasadorem w Rzymie, gdzie miał łagodzić niepokoje wywołane antyfrancuską bullą Unigenitus papieża Klemensa XI.
W 1757 został ambasadorem w Wiedniu i przyczynił się do zawarcia przymierza francusko-austriackiego. W latach 1758–1761 był ministrem spraw zagranicznych. Niemniej wpływ na politykę francuską zachował do 70. W 1761 doprowadził do podpisania paktu familijnego, formalnego związku dworów Burbonów. W uznaniu jego zasług król Ludwik XV uczynił go parem i diukiem Francji. W latach 1761–1766 był ministrem marynarki, w latach 1761–1770 ministrem wojny, 1766–1770 ponownie ministrem spraw zagranicznych.
Zgniecenie wpływów Rosji uważał za najważniejsze zadanie francuskiej dyplomacji. Był zwolennikiem popierania konfederacji barskiej przeciwko Rosji. Dzięki jego zabiegom Francja wysłała do Polski setki doradców wojskowych, wspartych funduszami z francuskiej kasy państwowej. W 1766, po śmierci Stanisława Leszczyńskiego, przyłączył do Francji Lotaryngię, w 1768 to samo zrobił z Korsyką. Zezwolił na druk wielkiej encyklopedii francuskiej.
W 1765 doprowadził do wygnania jezuitów i to właśnie m.in. doprowadziło do upadku jego wpływów w 1770, gdy popierająca jezuitów partia dewotów wsparła Madame du Barry, znienawidzoną przez ministra metresę Ludwika XV, która spowodowała pozbawienie Choiseula funkcji państwowych.